# Phare de Watchet
Le phare de Watchet est un phare situé en bout de quai du port de Watchet dans le comté de Somerset en Angleterre. Il marque l'approche tribord de la marina du port. Il est géré par l'autorité portuaire.

## Histoire
Dans les années 1850, le chemin de fer de la West Somerset Mineral Railway (en) était en voie d'achèvement et le port, en mauvais état, obligeait le déchargement des bateaux directement sur la grève avec des chariots. Il avait été reconnu que des améliorations étaient nécessaires pour la prospérité de la ville et l'exportation de minéraux à partir des mines de fer de Brendon Hills (en) à Newport au Pays de Galles et de là à Ebbw Vale pour la fusion d'extraction. La Watchet Harbour Act a été promulguée en 1857, mettant le port sous le contrôle des commissaires. Une nouvelle jetée est fut construite ainsi que le quai ouest. Le travail a été achevé en 1862, et des navires de 500 tonnes ont pu entrer dans le port. Le phare a été érigé en même temps que la jetée est par Hennets de Bridgwater. La structure en fonte de près de 7 m était surmontée d'une lampe à huile.
En septembre 2012, la Princesse Anne a dévoilé une plaque pour célébrer le 150e anniversaire du phare.
Identifiant : ARLHS : ENG-174 - Amirauté : A5584 - NGA : 6196 .
|                 |
| Port de Watchet |

|                 |
| Phae de Watchet |

### Lien connexe
- Liste des phares en Angleterre